# Monarchy of Roses
Monarchy of Roses is het eerste nummer van het album I'm with You uit 2011 van de Red Hot Chili Peppers. Het werd uitgebracht als tweede single, na The Adventures of Rain Dance Maggie.